# Lucika, Trosteaneț
Lucika (în ucraineană Лучка) este un sat în comuna Zaricine din raionul Trosteaneț, regiunea Sumî, Ucraina.

## Demografie
Componența lingvistică a localității Lucika
     Ucraineană (92,27%)
     Rusă (7,18%)
     Alte limbi (0,55%)
Conform recensământului din 2001, majoritatea populației localității Lucika era vorbitoare de ucraineană (92,27%), existând în minoritate și vorbitori de rusă (7,18%).